# Tonton itabirito
Espèce
Tonton itabirito est une espèce d'araignées mygalomorphes de la famille des Microstigmatidae.

## Distribution
Cette espèce est endémique du Minas Gerais au Brésil,. Elle se rencontre dans des grottes à Itabirito, à Rio Acima et à Barão de Cocais.

## Description
Le mâle holotype mesure 1,98 mm et la femelle paratype 2,03 mm. Cette araignée est anophtalme.

## Étymologie
Son nom d'espèce lui a été donné en référence au lieu de sa découverte, Itabirito.

## Publication originale
- Passanha, Cizauskas & Brescovit, 2019 : A new genus of Micromygalinae (Araneae, Microstigmatidae) from Brazil, with transfer of Masteria emboaba Pedroso, Baptista & Bertani, 2015 and description of six new species. ZooKeys, no 814, p. 1-32 (texte intégral).